# Danilia
Danilia je rod malých mořských plžů z čeledi kotoučovití (Trochidae). Pojmenován je po malakologovi Francesco Danilovi.
Žije v hluboké vodě a tím se podobá rodu Herpetopoma. Ulita je mřížkovaná. Na radule je zvláštnost, mají pouze čtyři boční zuby na každé straně, namísto běžných pěti, které jsou charakteristické pro většinu ostatních druhů této čeledi.

## Druhy
- Danilia affinis Dautzenberg & H. Fischer, 1896
- Danilia angulosa Vilvens & Heros, 2005
- Danilia boucheti Herbert, 2012
- Danilia discordata Vilvens & Heros, 2005
- Danilia eucheliformis (Nomura & Hatai, 1940)
- Danilia galeata Vilvens & Heros, 2005
- Danilia insperata Beu & Climo, 1974
- Danilia kuroshio Okutani, 1968
- † Danilia otaviana (Cantraine, 1835)
- Danilia stratmanni Poppe, Tagaro & Dekker, 2006
- Danilia telebathia Hedley, 1911
- Danilia textilis Herbert, 2012
- Danilia tinei (Calcara, 1839)
- Danilia weberi Schepman, 1908

Danilia costellata (Costa, 1861) je synonymem druhu Danilia tinei (Calcara, 1839)